# 证书管理协议
| 家族： | 未知                 |                 |                 |                 |                 |
| 应用领域： | 证书管理             |                 |                 |                 |                 |
| 最新版本： | cmp2000(2)           |                 |                 |                 |                 |
| 最新版本的OID： | 1.3.6.1.5.5.7.0.16   |                 |                 |                 |                 |
| TCP/UDP端口： | 829 (pkix-3-ca-ra)   |                 |                 |                 |                 |
| CMP在 TCP/IP模型 中： 应用层 CMP CMP HTTP HTTPS SMTP ... 传输层 TCP 网络互连层 IP ( IPv4 , IPv6 ) 网络接口层 以太网 令牌总线 令牌环 FDDI ... |                      |                 |                 |                 |                 |
| 建议标准： | RFC 4210 (CMP, 2005) |                 |                 |                 |                 |
| 草案标准： | RFC 2510 (CMP, 1999) |                 |                 |                 |                 |
| 应用层 | CMP                  | CMP             | CMP             | CMP             | CMP             |
| 应用层 | CMP                  | HTTP            | HTTPS           | SMTP            | ...             |
| 传输层 | TCP                  | TCP             | TCP             | TCP             | TCP             |
| 网络互连层 | IP (IPv4, IPv6)      | IP (IPv4, IPv6) | IP (IPv4, IPv6) | IP (IPv4, IPv6) | IP (IPv4, IPv6) |
| 网络接口层 | 以太网               | 令牌总线        | 令牌环          | FDDI            | ...             |

证书管理协议（Certificate Management Protocol）是一个网际协议，用于在公開金鑰基礎建設（PKI）体系中获取符合X.509标准的数字证书。文档RFC 4210对其进行了详细地描述，该协议是至今为止唯二使用CRFM格式的（证书请求消息格式，Certificate Request Message Format，在文档RFC 4211中进行描述），另一个使用该格式编码的协议是CMC（基于CMS的证书管理，Certificate Management over CMS，在文档RFC 5273中进行描述）。RFC 2510中描述了一个过时的CMP版本，RFC 2511中描述了一个过时的CRMF版本。
CMP消息使用ASN.1进行编码，使用DER方法，通常在HTTP协议上传输。

## PKI实体
在PKI体系中，证书颁发机构（CA）负责颁发数字证书，并作为服务端使用CMP协议。通过该协议获取数字证书的客户端被称为终端实体（end entity，EE）。EE和CA之间可以存在0个或者多个注册机构（registration authorities，RA）。

## 特征
EE可以利用CMP从CA获取证书。 这可以通过“初始注册/认证”、“密钥对更新”或“证书更新”消息序列完成。通过撤销请求，它也可以取消其自己的一个证书。使用“交叉认证请求”，CA可以获得由另一个CA签署的证书。如果EE失去了私钥并由CA存储，可能会通过请求“密钥对恢复”来恢复。

## 传输
可以有多种传输方式携带CMP消息：
- 压缩在HTTP消息内
- TCP或者其他可靠的传输连接
- 通过文件协议，例如FTP或者SCP
- 通过电子邮件，使用MIME编码标准

其MIME类型为application/pkixcmp；旧版本草案为application/pkixcmp-poll、application/x-pkixcmp 或 application/x-pkixcmp-poll。